# Sports City Stadium
Le Sports City Stadium (en arabe : ملعب المدينة الرياضية) est un projet de stade qui devrait être construit à Doha, capitale du Qatar dans le but d'accueillir la Coupe du monde de football 2022 qui se déroulera dans ce pays.
Le stade devrait contenir 47 500 places et c'est Albert Speer Jr avec la société Partner GmbH qui a été choisi pour le construire.